# Akademie der Wissenschaften der Republik Tatarstan

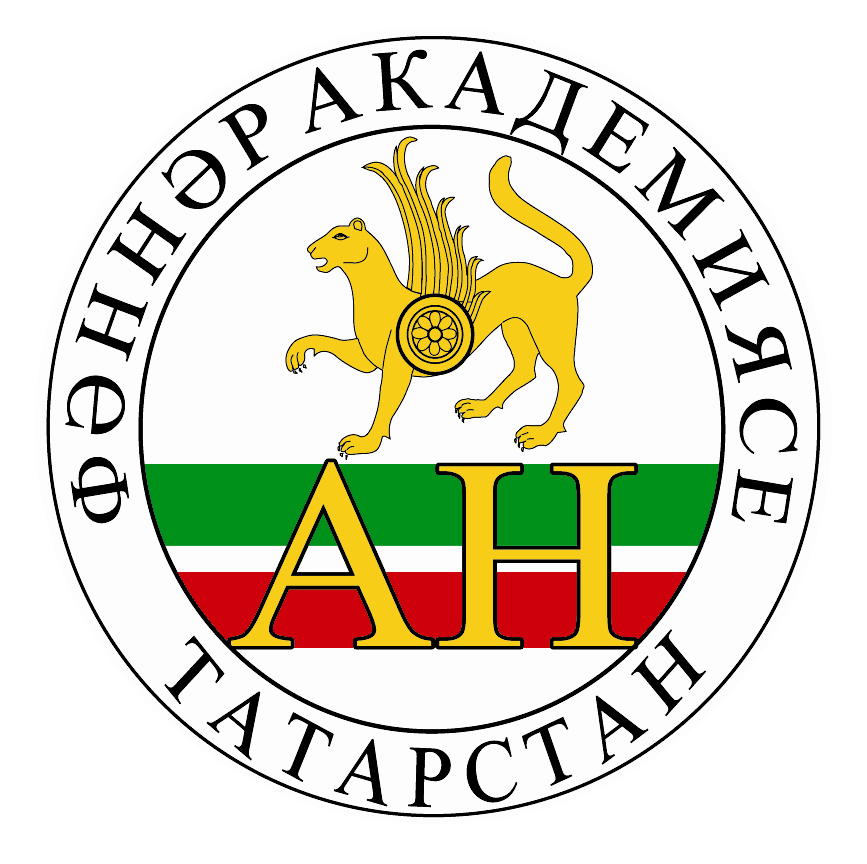
Logo der Akademie der Wissenschaften

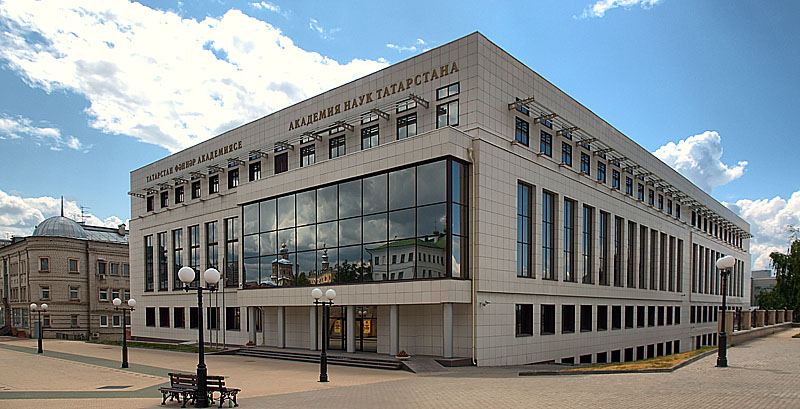
Gebäude der Akademie der Wissenschaften in Kasan

Die Akademie der Wissenschaften der Republik Tatarstan (russisch: Академия наук Республики Татарстан) ist eine Akademie der Wissenschaften in Kasan in der Republik Tatarstan (Russische Föderation).

## Geschichte
Die Eröffnung einer Kasaner Universität erfolgte im Jahr 1804. Bereits in den 1920er Jahren gab es Bestrebungen zur Gründung einer eigenen Akademie der Wissenschaften. Die Akademie der Wissenschaften der Republik Tatarstan wurde letztlich durch Erlass des Präsidenten der Republik Tatarstan, Mintimer Schaimijew, am 30. September 1991 gegründet. Die Akademie umfasst heute sieben Forschungsinstitute (das Galimdshan Ibragimow-Institut für Sprache, Literatur und Kunst, das Institut für eine Tatarische Enzyklopädie, das Schigabutdin Mardschani-Institut für Geschichte, das Institut für Archäologie, das Institut für Angewandte Semiotik, das Institut für Ökologie und Bodennutzung und das Institut für Informatik) und zwei Forschungszentren (das Zentrum für Familie und Demographie und das Zentrum für Islamische Studien). 1998 wurde zudem gemeinsam mit dem Rat der Muftis Russlands und der Geistlichen Verwaltung der Muslime Tatarstans das Russische Islamische Institut mit Sitz in Kasan gegründet.
Präsident ist seit 2023 Rifqät Miñnexanof.